# Inès et Yvan, l’amour sur un fil
Pour plus de détails, voir Fiche technique et Distribution.
Inès et Yvan, l'amour sur un fil est un téléfilm français réalisé par Alexandre Castagnetti d'après un scénario de Yaël Berdugo et Nathalie Levy-Lang, et diffusé pour la première fois en France le 9 octobre 2024 sur France 2.
Cette  comédie est une coproduction d'Elephant Story et France Télévisions pour France 2.

## Fiche technique
Sauf indication contraire, les informations mentionnées dans cette section peuvent être confirmées par les bases de données cinématographiques IMDb et Allociné,  présentes dans la section « Liens externes ».
- Titre français : Inès et Yvan, l'amour sur un fil
- Réalisation : Alexandre Castagnetti[1],[2],[3]
- Scénario : Yaël Berdugo et Nathalie Levy-Lang[1],[2]
- Musique : Fred Avril[1]
- Décors : Myrtille Bivaud
- Costumes : Isabelle Ntakabanyura
- Photographie : Fabrice Sebille
- Son : Guillaume Hurmic
- Montage : Jessica Allard
- Production : Fanny Rondeau et Cyril Dufresne,[2]
- Sociétés de production : Elephant Story et France Télévisions
- Pays de production :  France
- Langue originale : français
- Format : couleur
- Genre : Comédie romantique
- Durée : 90 minutes
- Dates de première diffusion :
  - France : 9 octobre 2024 sur France 2[1],[3]

## Distribution
- Shemss Audat : Inès
- Bruno Debrandt : Yvan
- Nathalie Cerda : Martine
- Cécile Rebboah : Sofia
- Nicolas Grandhomme : Jérôme
- François Pérache : Manuel Fisher
- Cyril Couton : Nicolas Charbonnier
- Renaud Calvet : Pierre Clément Villard
- Bob Levasseur : Jean-Marc
- Victoria Comte : Louna
- Giulia Sagnier : Stella

## Production

### Genèse et développement
Cette  comédie est une coproduction d'Elephant Story et France Télévisions pour France 2,, réalisée avec la participation de TV5 Monde.
La comédie est écrite par Yaël Berdugo et Nathalie Levy-Lang et réalisée par Alexandre Castagnetti,,,.
La production est assurée par Fanny Rondeau et Cyril Dufresne,.

### Tournage
Le tournage se déroule du 2 au 6 octobre 2023 au Château-d'Oléron, à Ronce-les-Bains et à La Tremblade dans le département français de la Charente-Maritime en région Nouvelle-Aquitaine et du 9 au 30 octobre 2023 à Émerainville en région parisienne.
L'actrice Shemss Audat explique : « Toutes les scènes amoureuses et de rapprochements ont eu lieu la première semaine de tournage parce qu'on a tourné la plupart des extérieurs en Charente puis le reste en région parisienne. Donc tout de suite, on a été dans le trouble, le sensuel, les rapprochements physiques, les scènes de baisers… alors très vite, on s'est décoincé, on a eu confiance l'un dans l'autre et tout le reste a pu rouler ».

## Accueil

### Diffusions et audience
En France, le téléfilm, diffusé le 9 octobre 2024 sur France 2, est regardé par 2 840 000 téléspectateurs et se classe deuxième en termes d'audience.

### Accueil critique
Le magazine Télé-Loisirs estime qu'Inès et Yvan, l’amour sur un fil est « une comédie romantique et sociale aussi originale que touchante qui aborde la question du « made in France » dans une usine de textile d’une petite ville de Charente. Son atout majeur est la prestation de la comédienne Shemss Audat ».
Le magazine Télé 7 jours estime que « Porté par le duo Bruno Debrandt - Shemss Audat, ce téléfilm rempli de bons sentiments atteint son objectif : passer un bon moment ».
Pour Télérama, « Mélanger deux genres n’est jamais chose aisée. Mi-comédie romantique, mi-conte social, ce téléfilm hésite trop pour vraiment convaincre ».
Le site Bulles de culture estime que « son séduisant casting, son récit léger et ses personnages attachants en font une fiction divertissante, drôle et touchante, qui change des sempiternelles fictions télé policières et dramatiques ».
De son côté, L'Humanité considère que cette comédie romantique ancrée dans le monde du travail est « une satire joyeuse du libéralisme ».